# 小行星7046
小行星7046（英語：7046 Reshetnev）是一颗围绕太阳公转的小行星。1977年8月20日，尼古拉·切爾尼赫在克里米亚发现了此天体。
这颗小行星的绝对星等为280.98813等。